# Moteur Jaguar XK
Le moteur Jaguar XK est un moteur thermique automobile à combustion interne, essence quatre temps et 6 cylindres en ligne qui voit le jour en 1948 et reste en production jusqu’à 1992 (Daimler DS420), remplacé par le moteur Jaguar AJ6 dès 1986.
Le bloc n'est pas dérivé du précédent 6 cylindres des SS. C’est un nouveau moteur 6 cylindres en ligne à course longue doté d’une culasse aluminium  dans laquelle tournent deux arbres à cames en tête entraînés par chaîne. Le moteur voit le jour en version 3,4 litres puis en 1958, la version 3,8 litres est introduite. En 1965, la version 4,2 litres fait son apparition. Il y aura aussi des versions moins puissantes, en 2,4L pour les berlines de base. Le moteur sera produit pour beaucoup d’utilisations différentes. On le verra en utilisation militaire, commerciale (ambulances, véhicules de livraison, camions), sur des véhicules de pompiers, en motorisation nautique et même sur les lacs et le lac salé en Utah battant des records de vitesse (Bonneville Salt Flats). Ce moteur est en général fiable, mais demande un assemblage méticuleux avec des tolérances très faibles. Des problèmes de main d’œuvre après l’acquisition de Jaguar par British Leyland nuiront à sa fiabilité, les voitures tombant souvent en panne, en partie à cause de l'assemblage mécanique mais surtout à cause des éléments électriques[réf. nécessaire].
Le plus fiable est le 3,8L[réf. nécessaire].
Les berlines et les coupés/cabriolets évolueront en 1971 avec le V12 tout aluminium. Toutes les puissances annoncées sont aux normes SAE d'époque, non conformes aux normes DIN actuelles (enlever environ 10%)[réf. nécessaire].
C'est en compétition qu'il donne sa pleine mesure, principalement en 3,8L où il développe jusqu'à 320 cv (DIN). Le palmarès est éloquent avec les "type C" et "type D" à carburateurs ou à injection Lucas. Puis avec les E d'usine ou privées. Sur piste (24h du Mans) mais aussi en rallye (MK7 au Monte Carlo, ou XK120 à la coupe des Alpes).

## 3,4
La première version est commercialisée en 1949 dans la Jaguar XK120. La cylindrée est de 3,4 L (3442 cm³) avec un alésage de 83 mm  et une course de 106 mm. Avec un bloc en fonte et une culasse à double arbre à cames en tête en aluminium, cette première version délivre 160 ch (119 kW) avec un taux de compression de 8:1, la puissance passe à 210 ch (157 kW) avec la culasse de type « C » qui fut dessinée pour les 24 heures du Mans. Une version à quatre cylindres fut étudiée, mais elle ne sera jamais produite. Une version à culasse dite « grand Angle » sera développée pour la Jaguar D-Type.

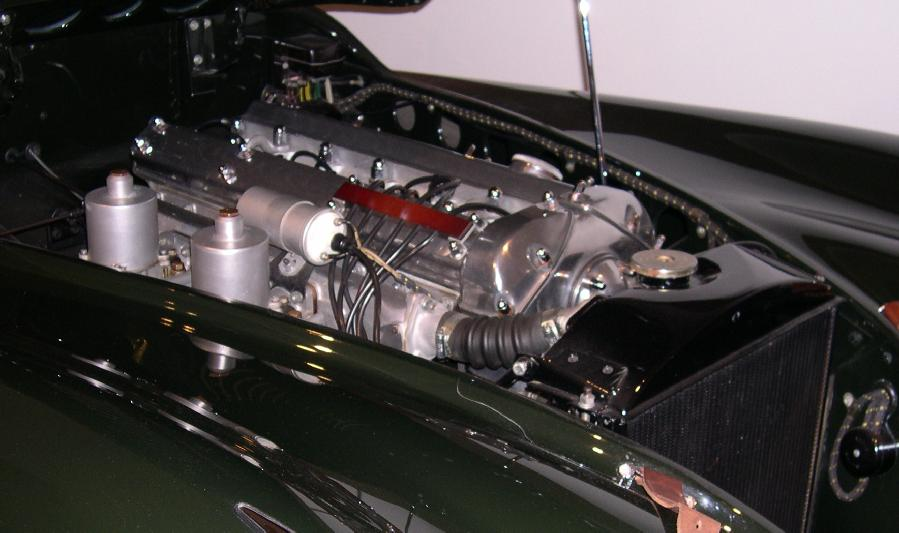
Moteur XK 3,4 Litres, XK 120

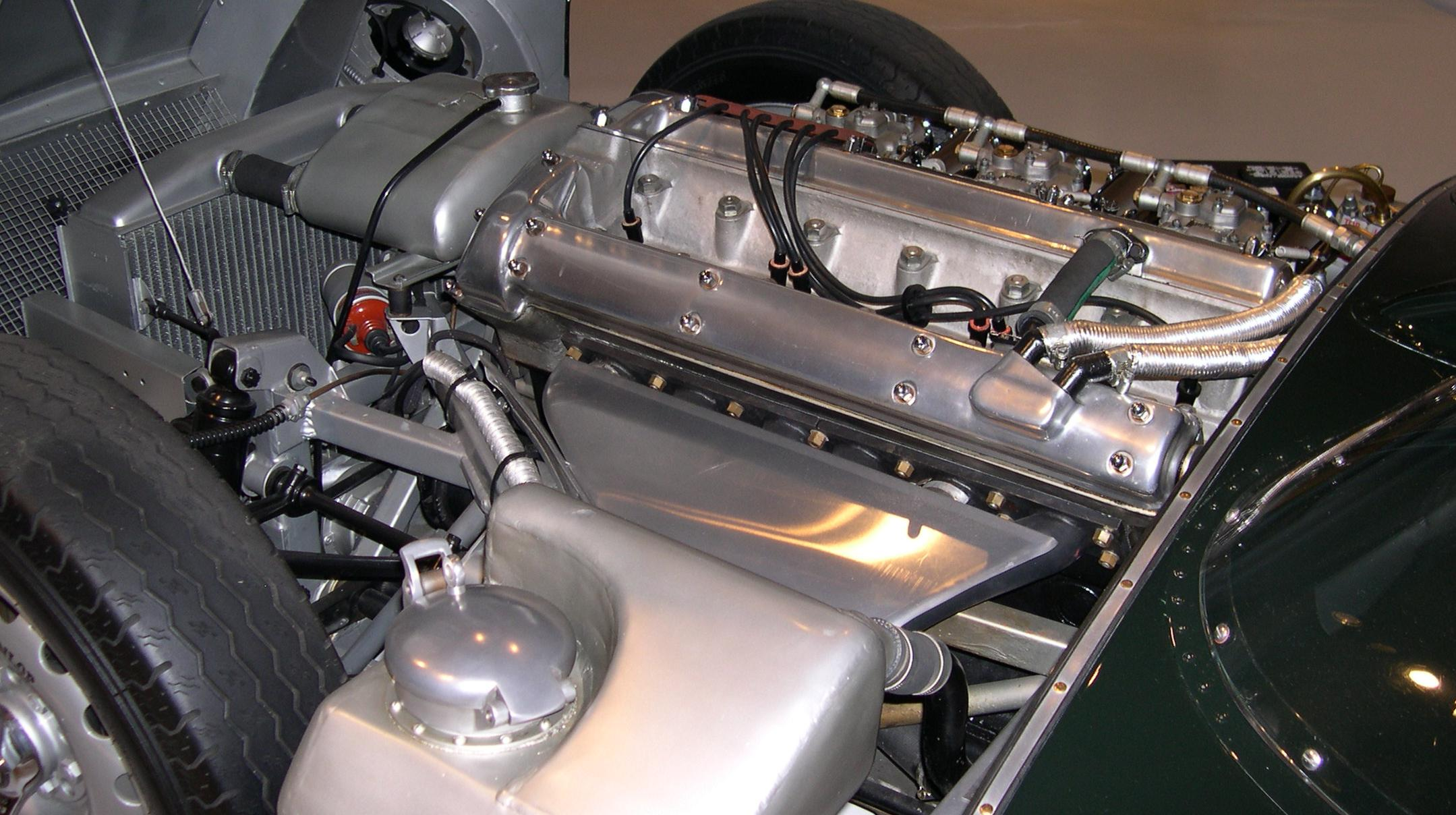
Moteur XK 3,4 Litres, D-Type

Ce moteur fut utilisé dans les Jaguar suivantes :
- Jaguar XK120
- Jaguar XK140
- Jaguar XK150
- Jaguar Mark VII
- Jaguar Mark VIII
- Jaguar Mark 1
- Jaguar Mark 2
- Jaguar 340
- Jaguar S-Type (originale)
- Jaguar C-Type
- Jaguar XJ6
- Jaguar XKSS
- Jaguar D-Type

## 3,8
La version 3,8 litres fut introduite en 1958. Le bloc est maintenant chemisé et l’alésage passe à 87 mm et délivre jusqu'à 265 ch (198 kW) en version S doté d’une culasse à conduits d’admission droits (straight ports) et de 3 carburateurs SU HD8 de 2 pouces (la culasse dite « Straight ports » est peinte en couleur or).
En version normale il a la culasse "B" et deux SU hd6, donnant 220cv SAE.
Ce moteur fut utilisé dans les Jaguar suivantes :

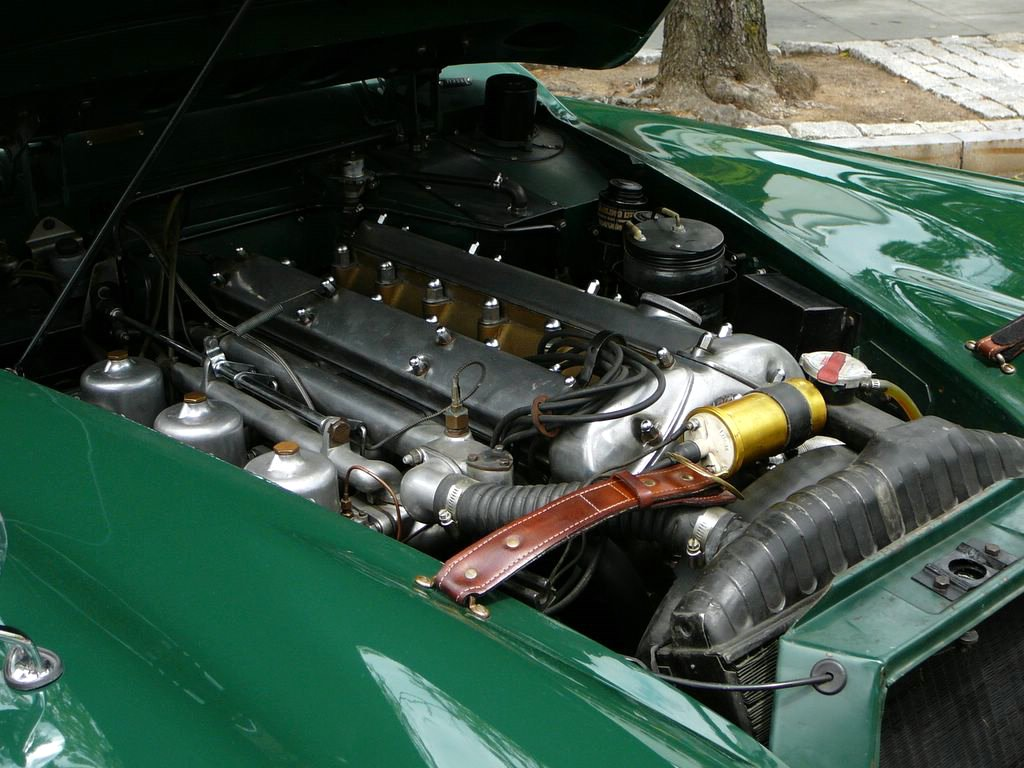
Moteur XK 3,8 Litres, XK 150

- Jaguar XK150
- Jaguar Mark IX
- Jaguar Mark 2
- Jaguar Mark X
- Jaguar E-Type
- Jaguar S-Type (originale)
- Panther J.72

## 4,2

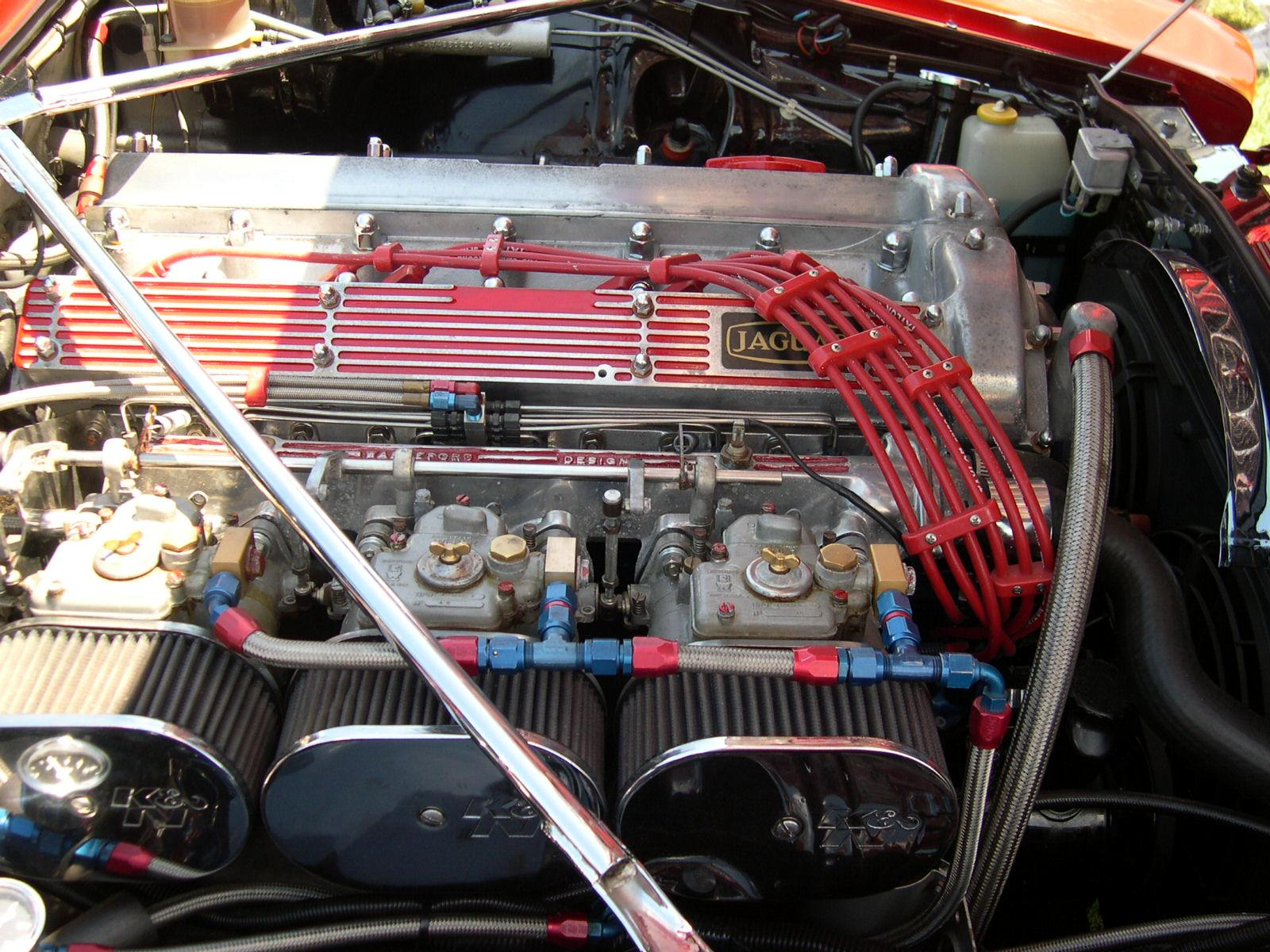
Moteur XK 4,2 Litres, Carburateurs Weber

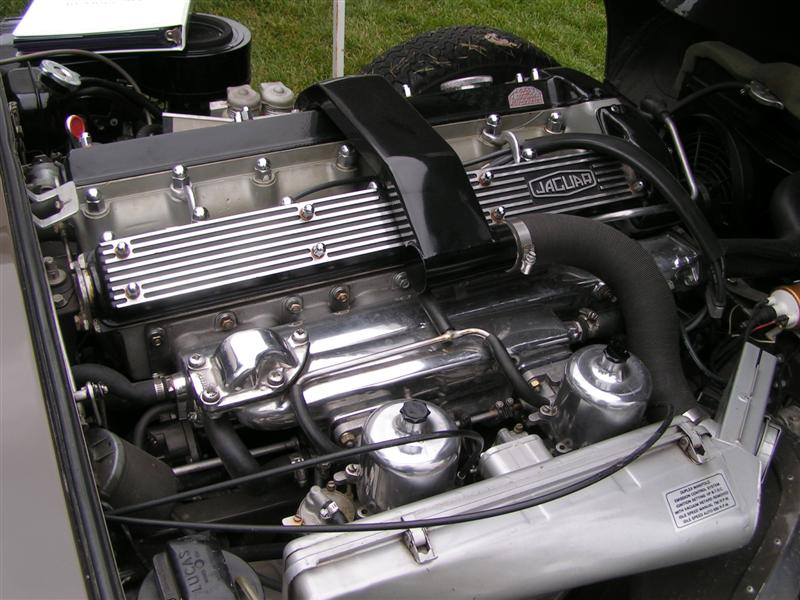
Moteur XK 4,2 Litres, E-Type, Double SU Carburateurs (pas original)

La version 4,2 litres sera introduite en 1965. Le bloc moteur est complètement redessiné et les cylindres, toujours chemisés, sont maintenant distribués différemment. Ce qui occasionnera des problèmes de joints de culasse et de fissures entre les cylindres, l’alésage passé à 93 mm ayant atteint la limite de l'espace nécessaire entre deux cylindres pour assurer la fiabilité. Ce nouveau moteur XK délivre 170 ch avec deux carburateurs Zenith-Stromberg et toujours 265 ch (198 kW) en version E qui est toujours dotée des 3 carburateurs SU HD8 de 2 pouces. Ce moteur fut utilisé dans les Jaguar suivantes :
- Jaguar Mark X
- Jaguar 420
- Jaguar 420G
- Jaguar E-Type
- Jaguar XJ6
- Daimler Sovereign
- Daimler DS420 Limousine
- Panther J.72
- Panther De Ville

Ce moteur fut utilisé dans les véhicules militaires suivants :
- FV101 Scorpion, British CVR(T)

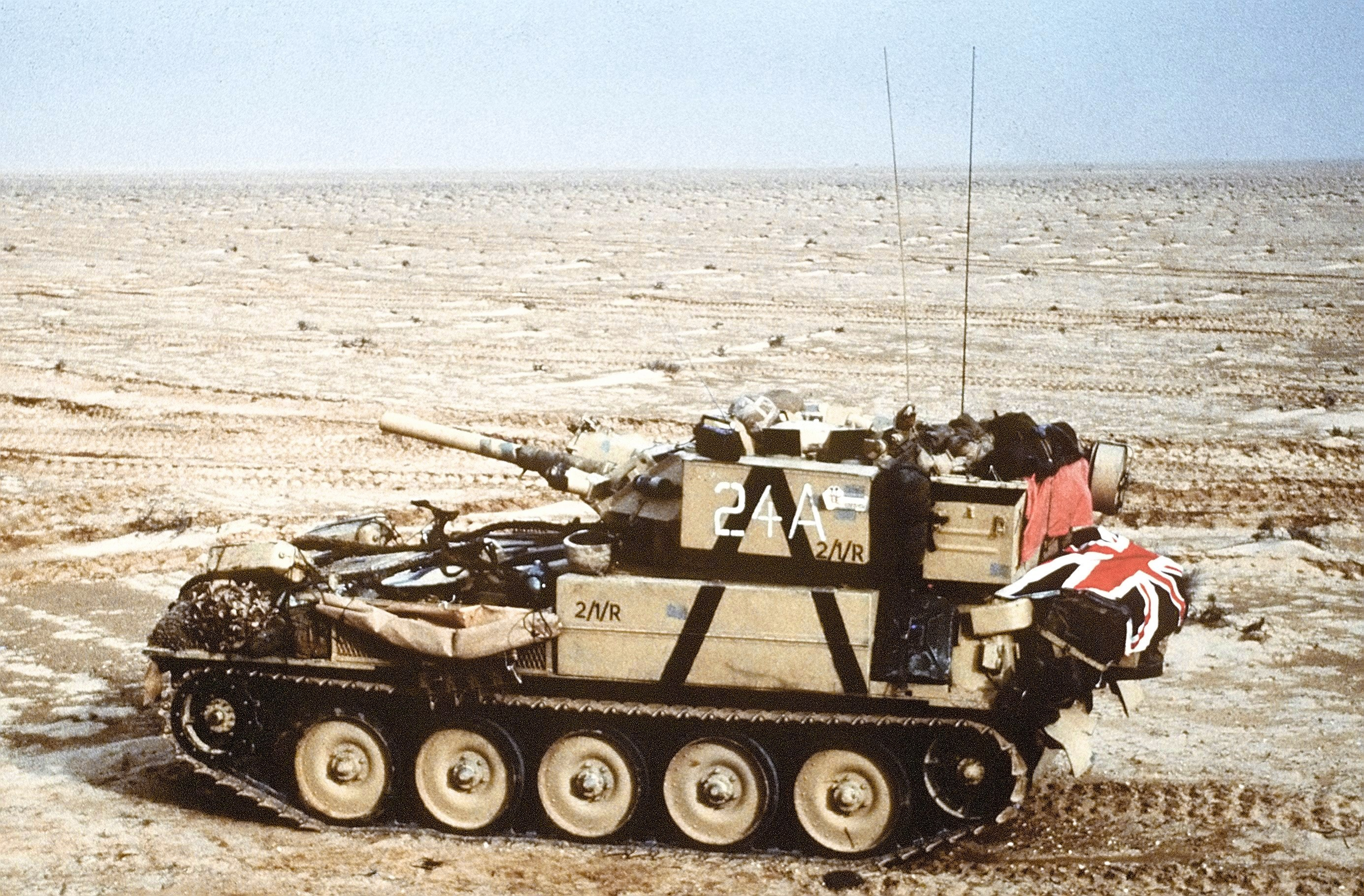
Moteur XK 4,2 Litres, FV101 Scorpion

- FV107 Scimitar, British véhicule blindé.

La Jaguar XJ6 de 1987 fut la dernière Jaguar dotée du moteur XK. En 1992, la dernière Daimler DS420 limousine fut produite. Comme toutes les Daimler DS420 limousine elle fut équipée du moteur XK de 4,2 litres un peu à la peine avec les deux tonnes de l'auto.

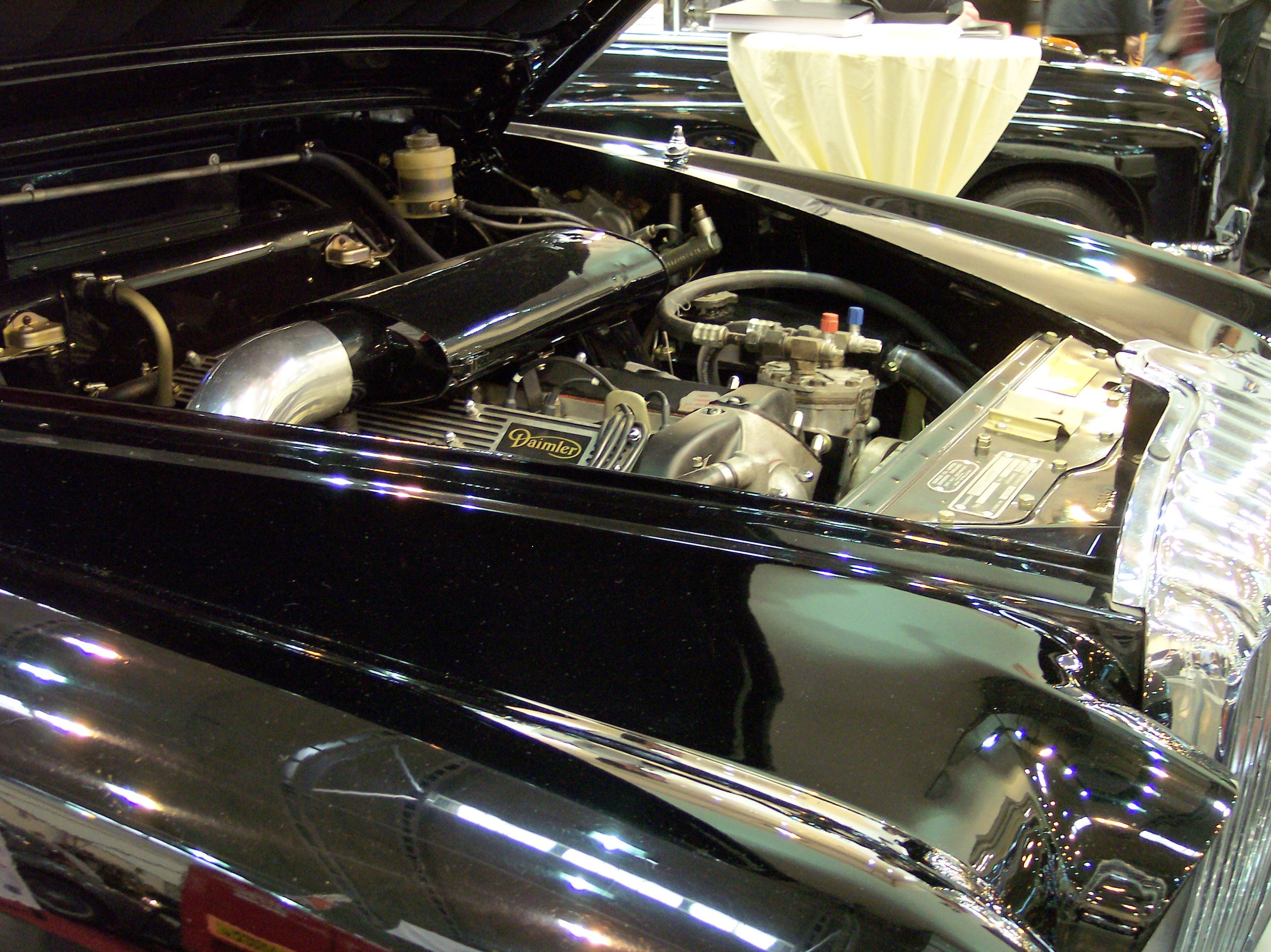
Moteur XK 4,2 Litres, Daimler DS420 Limousine

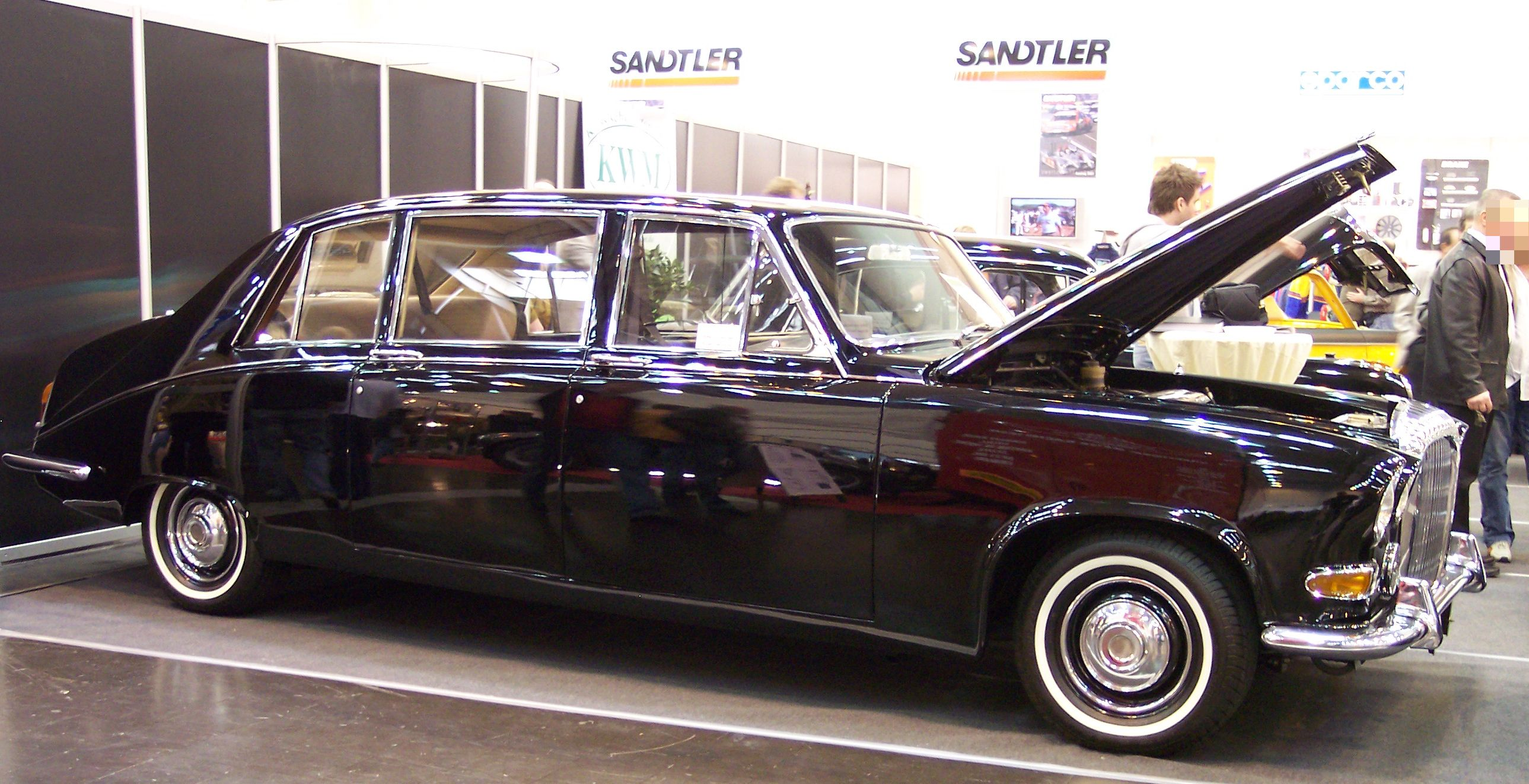
Moteur XK 4,2 Litres, Daimler DS420 Limousine

Le fait que le moteur XK ait été commercialisé pendant 4 décennies montre la qualité de la conception originale. Malheureusement, les outils de fonderie resteront inchangés jusqu'à la fin et les tolérances de fabrication du bloc-moteur poseront des problèmes de fiabilité récurrents[réf. nécessaire].

## 2,4
Pour la version 2,4 litres, la course fut réduite à 76,5 mm et le moteur vit sa puissance réduite à 133 ch (99 kW). Doté de deux carburateurs Solex downdraft dans les Mark I et Mark II berlines.
Le moteur, de ce fait, était plus vif et prenait plus de tours. Sur les 240 il bénéficia d'une culasse SP (identique à celle des E) et de deux SU hd6.
Ce moteur fut utilisé dans les Jaguar suivantes :
- Jaguar Mark 1
- Jaguar Mark 2
- Jaguar 240

## 2,8
Une version 2,8 sera introduite dans la XJ6 de base en 1968 et restera en production jusqu'à 1975 pour répondre à la réglementation fiscale Française, puis sera remplacée par le 3,4 litres.
Malheureusement une mauvaise étude conduira à des perçages de pistons à répétition, ce qui entachera une nouvelle fois sa réputation. Beaucoup de ces modèles auront rapidement le moteur changé par les concessionnaires.
Ce moteur fut utilisé dans les Jaguar suivantes :
- Jaguar XJ6 Series I
- Jaguar XJ6 Series II
- Daimler Sovereign